# Cinetrix 6D Kino
Cinetrix 6D – kino z niewielką salą dla widzów nadające filmy w obrazie 3D z efektami specjalnymi takimi jak wiatr deszcz, śnieg, wstrząsy foteli dające widzom bezpośredni efekt oglądanego seansu - filmu.
Repertuar kina jest skierowany dla osób dorosłych, młodzieży i dzieci.
Pierwsze kino Cinetrix 6D otwarto w Skierniewicach w Galerii Handlowej Dekada.
Kina Cinetrix 6D istnieją również w Nowym Sączu, Sieradzu i Rzeszowie w galeriach handlowych.